# Cabildo de Buenos Aires
El Cabildo de Buenos Aires, és l'edifici que albergava la institució del mateix nom. Era la seu capitular de l'administració colonial d'Espanya a la ciutat de Buenos Aires, que va prendre importància al designar-se capital del Virregnat del Riu de la Plata creat el 1776. Situat al carrer Bolívar 65, ocupa un solar assignat per Juan de Garay el 1580 enfront de la plaça de Maig, centre fundacional de la ciutat. Durant la Revolució de Maig de 1810 es va pronunciar en aquest edifici la Primera Junta, òrgan de govern subrogant de l'autoritat virregnal i el primer al territori amb fins republicans i clarament independentistes.
L'edifici, declarat Monument Històric Nacional des de l'any 1933, fou objecte de successives alteracions, l'aspecte actual es va fixar l'any 1940. Avui acull el Museu Històric Nacional del Cabildo i de la Revolució de Maig.

## Aspectes històrics

### Primera construcció
El 3 de març de 1608 i a conseqüència de l'absència d'un edifici propi, el batlle Manuel de Frías va proposar construir un cabildo.
Aquest es finançaria per mitjà dels nous impostos a les naus que entraven i sortien del port de Buenos Aires. Les obres es van acabar cap a l'any 1610, tot i que al cap de poc van començar diverses remodelacions de l'edifici original que van acabar dos-cents anys després.
El 1612 van concloure les obres de les Cases del Cabildo, que incloïen un solar i locals que després es llogarien. Va resultar massa petit en pocs anys i les autoritats van deixar de reunir-s'hi i van anar a la casa del governador i finalment al Fortí de Buenos Aires (després la casa Rosada).
Com que durant alguns anys no es va mantenir gens, l'edifici prompte va caure en ruïnes.

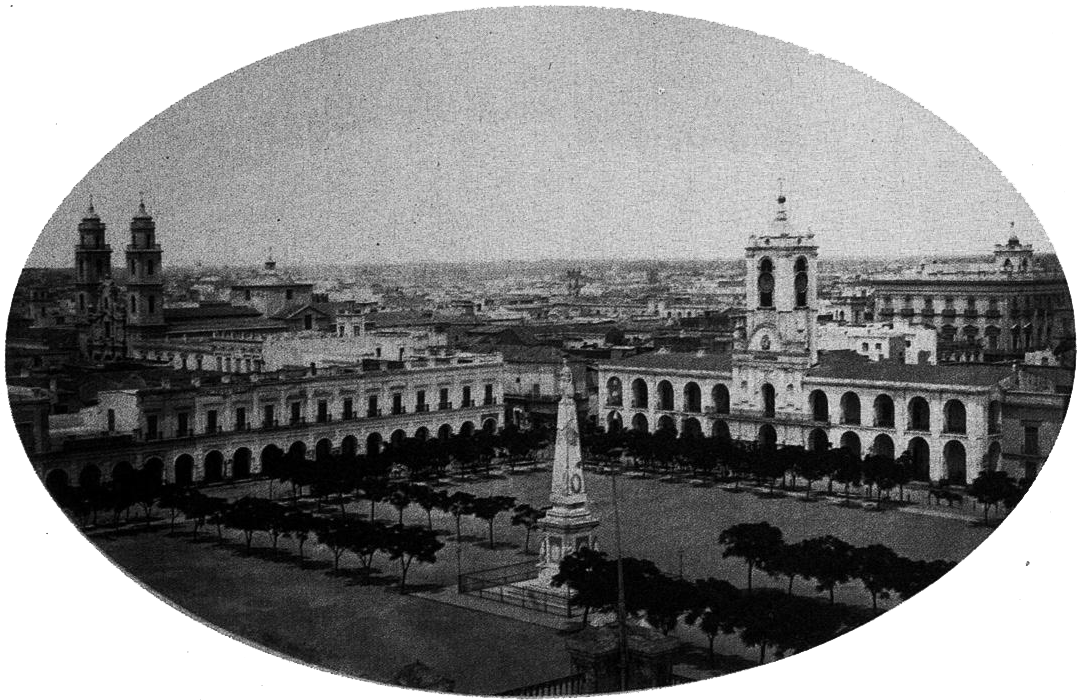
El Cabildo amb els onze arcs encara intactes 1867

### Segona construcció
El maig de 1682, les autoritats van proposar  construir un edifici de dues plantes, que contindria: a la planta alta: sala capitular i arxiu; a la planta baixa: presó per a persones privilegiades, masmorres comuns, habitacions per als guardies, jutges i escrivans,…
El 23 de juliol de 1725 les obres del nou edifici comencen, però es van aturar aviat fins que van recomençar el 1731. El 1764, es donà per acabada la torre del Cabildo, tot i que al moment de la Revolució de Maig, el 1810, l'edifici encara no era pas acabat.

## Presó
Després de la construcció, el Cabildo servia com a recinte per a les autoritats i com a presó, com que no existia cap altre lloc per acollir als presoners.

## Torre del Cabildo
El 1880, l'arquitecte Pedro Benoit va aixecar la torre deu metres coronada per una cúpula emblavida. En aquesta reforma la teulada va perdre les teules característiques. Aquesta nova torre fou demolida el 1889.

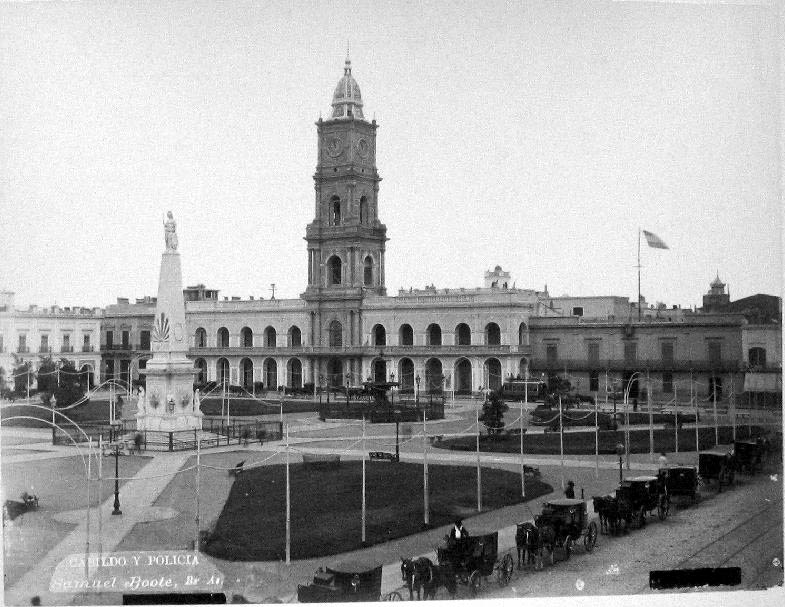
Cabildo l'any 1879 amb la torre més alta.

## Demolició parcial del Cabildo
El segon edifici tenia onze arcades a cada planta. Però el 1894, degut a l'obertura de l'Avinguda de Maig, se'n va haver d'enderrocar una ala, i van desaparèixer tres arcs del costat nord. La simetria frontal de l'edifici es va perdre fins al 1931, quan es van enderrocar els tres arcs del costat sud per obrir la diagonal Julio A. Roca.

## Edifici actual
De les onze arcades originals, tan sols en van quedar cinc. Segons l'historiador Enrique de Gandía, el Cabildo no fou destruït completament gràcies als esforços del diputat nacional Tomàs Santa Coloma i del seu fill director de l'Arxiu Històric Nacional. El 1940, l'arquitecte Mario Buschiazzo va recrear l'aspecte del Cabildo colonial, i va retirar elements posteriors, basant-se en diferents documents històrics. Van ser reformats els terrats, la forja i la fusteria. La torre es va reconstruir amb una altura menor que a l'època colonial en un intent de simular les proporcions de l'edifici sense restituir les parts destruïdes.